# 전역 (동오)
전역(全懌, 219? ~ ?)은 중국 삼국 시대 오나라의 장수로, 오군 전당현 사람이다.

## 생애
전종의 아들 중 전서(全緖)는 장남, 전기(全寄)가 차남이므로 전역은 셋째 밑으로 여겨진다.
249년, 아버지가 죽은 후 그 뒤를 잇고 아버지가 거느린 병사를 물려받았다. 이때 전기는 죽었으나 전서는 아직 살아 있었으므로, 제갈근(諸葛瑾)의 뒤를 맏아들 제갈각(諸葛恪)이 아닌 셋째 제갈융(諸葛融)이 이은 것과 비슷한 경우로 보인다.
257년, 제갈탄(諸葛誕)이 모반을 일으키고 오나라에 도움을 요청했을 때 문흠(文欽), 당자(唐咨), 왕조, 그리고 전씨 일족인 전단(全端)과 전정, 전편(全翩), 전집(全緝)과 함께 3만 군사를 거느리고 수춘성에 들어갔다. 이때 전역의 형의 아들 전휘(全輝)와 전의는 건업(建業)에 남아 있었는데, 집안에 싸움이 일어나 오나라를 나와서 사마소(司馬昭)에게 투항했다. 종회(鍾會)가 이를 이용해 계략을 세워 전휘와 전의에게 성 내로 편지를 보내, 오나라 중앙에서는 전씨 일족이 싸움에 이기지 못하므로 분노하여 그 가족들을 죽이려고 했기 때문에 사마소에게 귀순했다고 말하게 했다. 전역은 이를 보고 두려워하여 전단 등과 함께 성을 나와 항복하였으며, 평동장군에 임명되고, 임상후에 봉해졌다.

## 친척 관계
- 전유 (할아버지)
  - 전종 (아버지)
  - 손노반 (어머니)
    - 전서 (형)
    - 전기 (형)
    - 전역
    - 전오 (동복동생)
    -  ?
      - 전정 (전역의 형의 아들)
      - 전휘 (전역의 형의 아들)
      - 전의 (전역의 형의 아들)

  -  ?
    - 전단 (종형제)
    - 전편 (종형제)
    - 전집 (종형제)